# Stowarzyszenie Polaków Poszkodowanych przez III Rzeszę

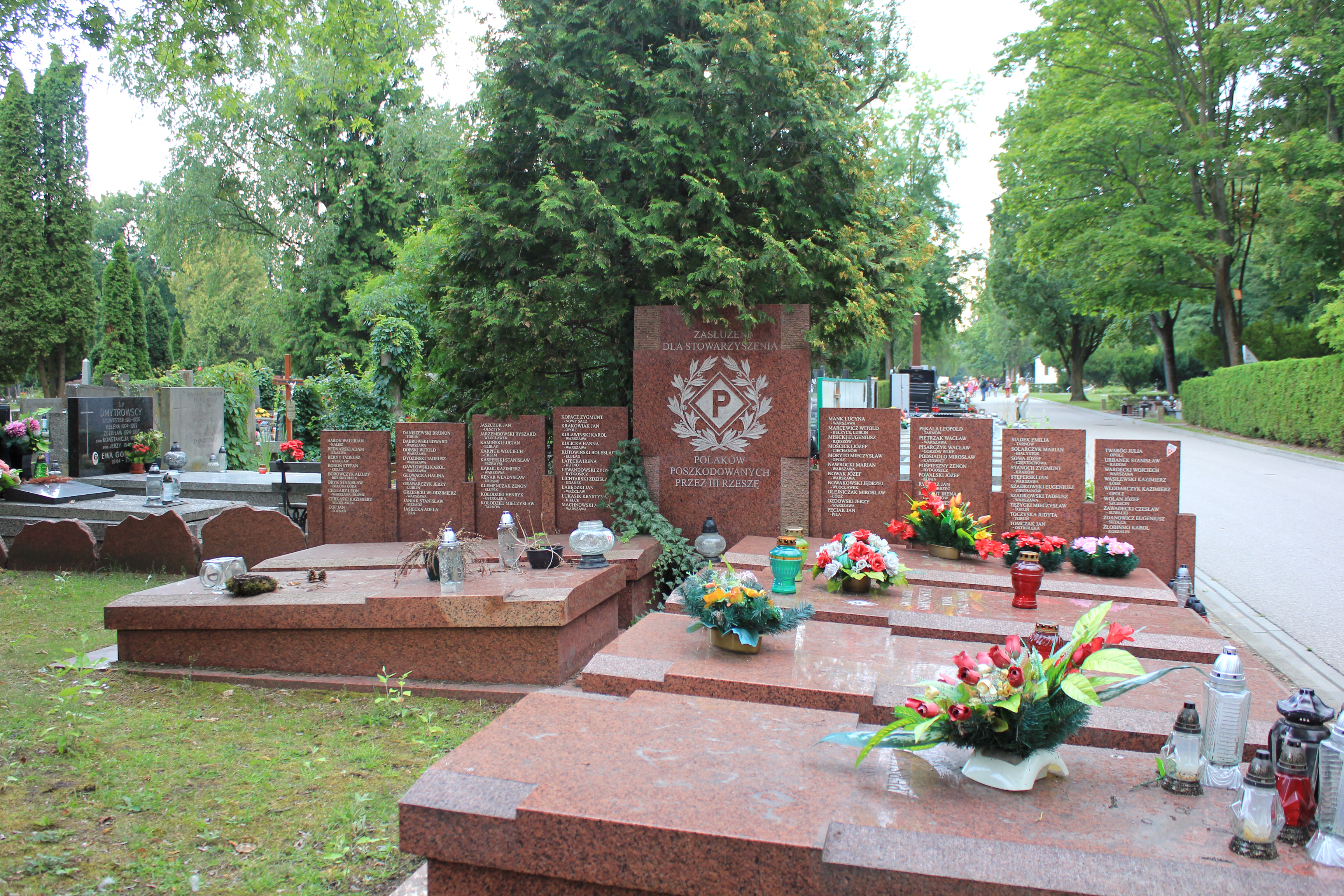
Pomnik zasłożonych dla Stowarzyszenia na Cmentaru Wojskowym w Warszawie

Stowarzyszenie Polaków Poszkodowanych przez III Rzeszę – powstała w 1989 organizacja skupiająca osoby i ofiary niewolniczej pracy z okresu II wojny światowej.
Celem organizacji jest dokumentacja prawdy historycznej o losach Polaków poszkodowanych przez III Rzeszę i jej nazistowskie władze, a także pomoc socjalna dla wszystkich poszkodowanych przez Niemcy, oraz domaganie się odszkodowań od tego kraju. Stowarzyszenie podejmuje działania zmierzające do uzyskania możliwego zadośćuczynienia i rekompensaty materialnej dla obywateli polskich poszkodowanych przez III Rzeszę.

## Historia
W 1991 Stowarzyszenie Polaków Poszkodowanych przez III Rzeszę tworzyło koalicję Sojusz Lewicy Demokratycznej. Pierwszym prezesem był prof. Jerzy Ozdowski, członkami prezydium Zarządu Głównego stowarzyszenia dr Hubert Kozłowski (rzecznik) oraz doc. Karol Gawłowski, posłanka Helena Galus. 29 kwietnia 2005 odbył się I Ogólnopolski Zjazd Delegatów Stowarzyszenia Polaków Poszkodowanych przez III Rzeszę. Zjazd wyłonił Zarząd Główny: prezesem został wybrany prof. Jerzy Ozdowski, wicemarszałek Sejmu, a w skład władz naczelnych weszli m.in. posłanka Helena Galus, gen. Stanisław Skalski, wiceprzewodniczący OPZZ, Włodzimierz Lubański i przyjął statut oraz powołał inne organy statutowe. Przez wiele lat prezesem Zarządu Głównego SPP w Warszawie był płk Józef Sowa.